# Petar Ičko
Petar Ičko  serb. Петар Ичко, Ичкоглија, Ичкоглић (ur. 1755 w Katranicy, zm. 16 maja 1808 w Belgradzie) – serbski i osmański dyplomata i handlowiec.

## Biografia
Petar Ičko z pochodzenia był Arumunem. Urodził się w 1755 roku w miejscowości Katranica na terenie Macedonii Egejskiej (wtedy Imperium Osmańskie, dziś Pyrgoi w Grecji), posiadającej rozwinięte tradycje kupieckie. W późniejszych latach przeprowadził się do Smederevskiej Palanki. Mieszkał w Zemunie, a następnie od połowy lat osiemdziesiątych XVIII wieku w Belgradzie, gdzie działał jako pośrednik handlowy. Dobrze znał język turecki, a także niemiecki i francuski. Był zdolnym dyplomatą. Pracował w osmańskiej służbie dyplomatycznej jako dragoman (tłumacz i pośrednik) Hadži Mustafa-Paszy. Był zatrudniony w osmańskiej ambasadzie w Berlinie. Za życia Paszy odegrał znaczącą rolę w jego walce przeciwko janczarom. Był serdarem wołoskiego księcia Muruzija oraz przedstawicielem salonickich i zemuńskich kupców w Belgradzie (1792-1796, 1800-1801). Jako przedstawiciel handlowców był bezpośrednio zainteresowany zniesieniem utrudnień w wymianie handlowej z Austrią, szczególnie w handlu bawełną i skórą.

### Pierwsze powstanie serbskie
Z Zemunu, w którym schronił się przed sprawującymi rządy w okręgu belgradzkim przywódcami janczarów, wrócił do Serbii, aby pomóc w organizacji pierwszego powstania serbskiego. Jego dobrymi znajomymi byli m.in. Janko Katić i Aleksa Nenadović, później zaprzyjaźnił się także z samym Karađorđem. W trakcie negocjacji z Turkami w Stambule w 1806 roku, wspólnie z księciem Milićem z Ćićevca, księciem Živkiem Paraćincem i sekretarzem Stevanem Jevticiem, przedstawił serbskie żądania zmierzające do zawarcia pokoju, znanego później jako Pokój Ička. W październiku tego roku wrócił ze Stambułu z wieścią, że Wysoka Porta zgodziła się na serbskie żądania, aby Serbia otrzymała prawo do utworzenia niezależnej władzy wewnętrznej i wszystkich twierdz w kraju. Turcja zgodziła się także na wyprowadzenie z Serbii janczarów, ale pod warunkiem, że w Belgradzie pozostanie sułtański wysłannik i 150 Turków, na ręce których książęta serbscy będą musieli składać coroczną daninę. Do realizacji postanowień wynegocjowanego przez Ička pokoju nigdy nie doszło, ponieważ Serbowie kontynuowali walkę zbrojną o ostateczne wyzwolenie spod władzy osmańskiej.
Był masonem. W 1808 roku, wracając z uczty na Topčiderze, gorzej się poczuł i ledwo wrócił do swojego domu w Belgradzie. Podejrzewa się, że został otruty przez przyjaciół przedstawiciela cara rosyjskiego Konstantina Rodofinikina. Pomimo podjętych prób nie udało się uratować jego życia. Zmarł 16 maja 1808 roku. Został pochowany w monastyrze Rakovica.
Jego syn Naum Ičko w 1823 roku założył słynną belgradzką kawiarnię „?”. 
Dom Petara Ičko na Zemunie przy ulicy Bežanijskiej jest zachowanym do dziś pomnikiem kultury.